# Varoš (Barban)
Pour les articles homonymes, voir Varoš.
Varoš (en italien : Varossi) est une localité de Croatie située en Istrie, dans la municipalité de Barban, dans le comitat d'Istrie. En 2001, la localité comptait 49 habitants.

## Démographie
| 1948 | 1953 | 1961 | 1971 | 1981 | 1991 | 2001 |
| ---- | ---- | ---- | ---- | ---- | ---- | ---- |
| 73   | 75   | 64   | 61   | 65   | 60   | 49   |